# 陸中黒埼灯台
陸中黒埼灯台（りくちゅうくろさきとうだい）は、岩手県下閉伊郡普代村の太平洋に突き出した黒崎にある、標高130mの断崖上に立つコンクリート造の灯台。
黒崎は田野畑村に位置する北山崎と同様、三陸復興国立公園における海岸段丘の景勝地で、日本の灯台50選に選ばれている。北緯40度線上の灯台として、日本海側の秋田県男鹿半島の北端にある入道埼灯台と対をなす。

## 歴史
- 1947年（昭和22年）4月17日：黒崎漁業協同組合が「譜代灯柱」として設置[1]
- 1951年（昭和26年）4月：国に移管
- 1952年（昭和27年）：改築、7月に「普代灯台」に改称
- 1966年（昭和41年）6月：「陸中黒埼灯台」に改称
- 1976年（昭和51年）4月：自動化により無人化

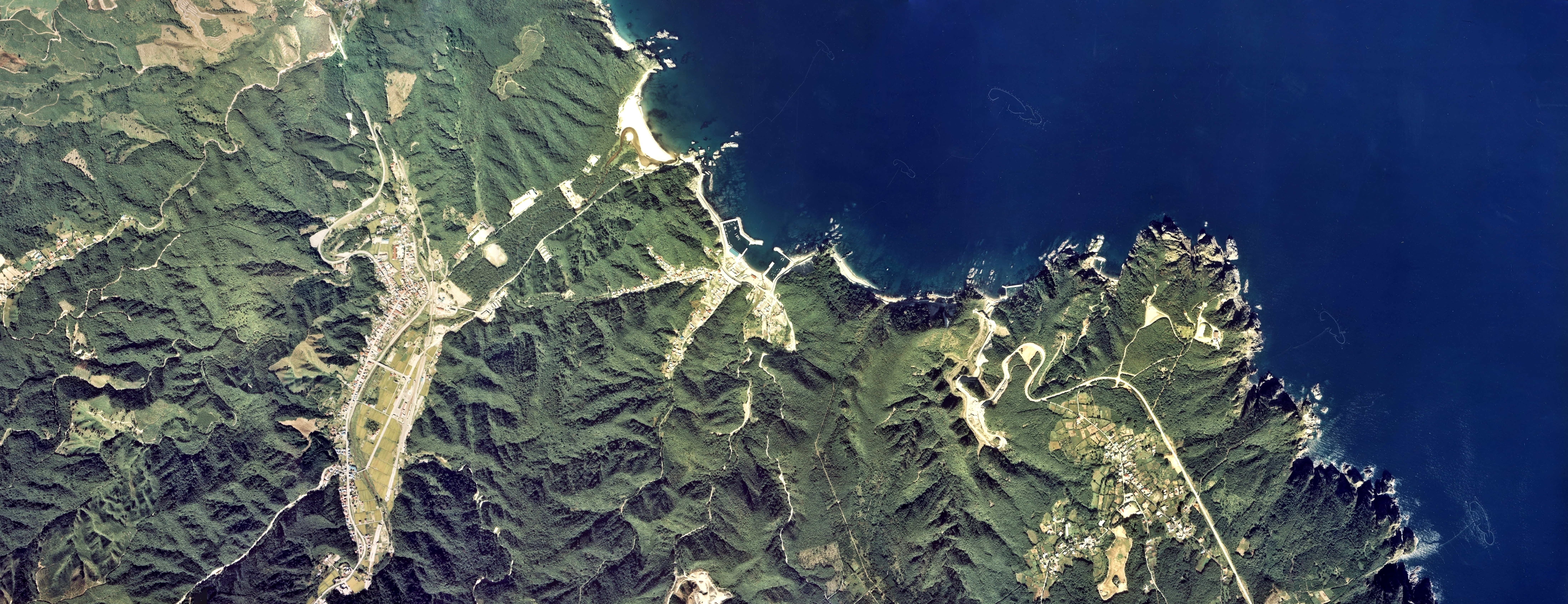
普代村中心部と黒崎周辺の空中写真。画像右側、北東方向へ突き出した岬が黒崎である。1977年撮影の5枚を合成作成。
。